# Stara pinakoteka, München
Stara pinakoteka (nemško Alte Pinakothek) je muzej umetnosti na območju t.i. Kunstareala v Münchnu, Nemčija. Je ena najstarejših galerij na svetu, v njej pa je pomembna zbirka slik starih mojstrov. Ime Alte (stara) Pinakothek se nanaša na časovno obdobje, ki ga pokriva zbirka - od 14. do 18. stoletja. Nova pinakoteka (Neue Pinakothek), zgrajena leta 1981, pokriva umetnost 19. stoletja in Pinakothek der Moderne, ki je bila odprta leta 2002, razstavlja sodobno umetnost. Vse tri galerije so del Bavarske državne slikarske zbirke, organizacije svobodne dežele Bavarske. 

## Stavba
Kralj Ludvik I. Bavarski je arhitektu Leu von Klenzeju naročil, naj leta 1826 postavi novo stavbo za galerijo za Wittelsbachovo zbirko. Alte Pinakothek je bil največji muzej na svetu in strukturno in konceptualno dobro napredoval skozi udobno namestitev svetlobnikov za prostore . Tudi neorenesančna zunanjost pinakoteke jasno izstopa od grajskega muzejskega tipa, ki je bil običajen v začetku 19. stoletja. Tesno je povezana s funkcijo in strukturo stavbe kot muzeja. Zelo moderna v tistem času, je po otvoritvi leta 1836, zgradba postala vzor za muzejske zgradbe v Nemčiji in Evropi in tako postala model za nove galerije, kot je Ermitaž v Sankt Peterburgu in galerije v Rimu, Bruslju in Kasslu.
Stavba muzeja je bila močno ogrožena zaradi bombnih napadov med drugo svetovno vojno, vendar je bila rekonstruirana in ponovno odprta za javnost 7. junija 1957, ob pristonosti predsednika Theodorja Heussa . Direktor Ernst Buckner je nadziral projekt obnove in zagotovil, da je zgradba ostala zvesta svoji prvotni zasnovi arhitekture. Okrašena predvojna notranjost vključno z veliko ložo proti južni fasadi v zgornjem nadstropju, ni bila obnovljena. Leta 2008 je bila za prostore v zgornjem nadstropju ustvarjena nova stenska obloga s tkano in barvano svilo iz Lyona. Nova barvna shema zelene in rdeče barve temelji na zasnovi prostorov, ki sega v čas izgradnje in je prevladovala vse do 20. stoletja. Že za kralja Ludvika I. in njegovega arhitekta Lea von Klenzeja je uporaba stenske obloge izmenično v rdeči in zeleni barvi pokazala nadaljevanje tradicije, ki sega v razstavo starih mojstrov poznega 16. stoletja v mnogih glavnih umetnostnih galerijah v Evropi (Firence, London, Madrid, Sankt Peterburg, Pariz, Dunaj) in obstaja še danes.

## Zgodovina
Zbirko Wittelsbachov je začel vojvoda Viljem IV. (1508–1550), ki je pomembnim sodobnim slikarjem naročil ustvariti več zgodovinskih slik, vključno z bitko Aleksandra pri Isu, Albrechta Altdorferja. Volilni knez Maksimilijan I. (1597–1651) je leta 1616 naročil štiri lovske slike Rubensu  in pridobil številne druge slike, zlasti dela Albrechta Dürerja. Dürerjeve Štiri apostole je dobil celo leta 1627 zaradi pritiska na mestne očete Nürnberga. Nekaj let kasneje pa je bilo zaseženih 21 slik in preseljenih na Švedsko med okupacijo Münchna v tridesetletni vojni. Maksimilijanov vnuk Maksimilijan II. Emanuel Bavarski (1679–1726) je kupil veliko število nizozemskih in flamskih slik, ko je bil guverner Španske Nizozemske. Tako je leta 1698 v Antwerpnu od Gisberta van Colena kupil 12 slik Petra Paula Rubensa in 13 Van Dycka s slikami Rubensa iz osebnega posestva umetnika, ki zato niso bile namenjene za prodajo. Pod nasledniki Maksa Emanuela so bili nakupi v veliki meri opuščeni zaradi omejenega proračuna. 
Tudi bratranec Maksa Emanuela, Johann Viljem, palatinski volilni knez (1690–1716) je zbiral nizozemske slike. Od Rubensa je naročil Veliko poslednjo sodbo in prejel Rafaelovo Canigianijevo Sveto družino  kot doto svoje žene. Karel Teodor, volilni knez Bavarske (1742–1799), je tudi dajal prednost nizozemskim slikarjem, med drugimi je pridobil Rembrandtovo Sveto družino. Do konca 18. stoletja je bilo veliko slik prikazanih v palači Schleissheim in dostopno javnosti.
Po združitvi Bavarske in Palatinata leta 1777, so galerije Mannheim, Düsseldorf in Zweibrücken preselili v München, deloma za zaščito zbirk med vojnami, ki so sledile francoski revoluciji. 72 slik, vključno z bitko Aleksandra pri Isu, je bilo leta 1800 prepeljano z vojsko Napoleona I. (1769–1821)  v Pariz, saj je bil Napoleon opazen ljubitelj Aleksandra Velikega. Louvre jo je imel do leta 1804, ko se je Napoleon razglasil za cesarja Francije in jo vzel za lastno uporabo. Ko so Prusi leta 1814 osvojili Château de Saint-Cloud kot del vojne Šeste koalicije, naj bi sliko našli v Napoleonovi kopalnici . Večina slik ni bila vrnjena.
Z sekularizacijo so v državne roke prešle številne slike iz cerkva in nekdanjih samostanov. Bavarski kralj Ludvik I. je zbiral predvsem zgodnje nemške in zgodnje nizozemske slike, pa tudi mojstrovine italijanske renesanse. Leta 1827 je dobil Boisseréejevo zbirko z 216 starimi nemškimi in staro nizozemskimi mojstri; leta 1828 je kralj uspel kupiti tudi zbirko princa Wallersteina z 219 zgornje nemškimi in zgornje švabskimi slikami. Leta 1838 je Johann Georg von Dillis izdal prvi katalog.
Po obdobju kralja Ludvika I. so se nakupi skoraj končali. Šele od leta 1875 sta direktorja Franz von Reber in Hugo von Tschudi zagotovila pomembne nove pridobitve, kot so Madona z nageljnom Leonarda da Vincija in Slačenje Kristusa El Greca.
Naklonjenost Wittelsbachovih vladarjev do nekaterih slikarjev je zbirko na teh območjih močno povečalo, druge pa so zanemarili. Pinakoteka je od 1960-ih zapolnila nekatere od teh vrzeli: na primer, primanjkljaj slik iz 18. stoletja je bil rešen z vključitvijo v zbiranje del, ki sta jih posodili dve bavarski banki. Med temi slikami sta bili Nicolasa Lancreta Kletka za ptice in Madame Pompadour Françoisa Boucherja.
Aprila 1988 je serijski vandal Hans-Joachim Bohlmann polil kislino po treh slikah Albrechta Dürerja in sicer Žalovanje za Kristusom, Paumgartnerjev oltar in Mater Dolarosa , kar je povzročilo škodo, ocenjeno na 35 milijonov EUR. Leta 1990 je bila pridobljena Ecse agnus dei,  Diericka Boutsa .
Muzej je 5. avgusta 2014 zavrnil prošnjo potomca bankirja Carla Hagena za vrnitev Jakova Ochtervelta  Das Zitronenscheibchen, ker je bila nezakonito pridobljena zaradi nacističnega preganjanja. Preiskava muzeja je pokazala, da je bila takrat zakonito kupljena za pošteno ceno in da je zanimanje družine Hagen samo za varnost na sliki. 

## Zbirka
Muzej je pod nadzorom Bavarske državne slikarske zbirke, ki ima tudi razširjeno zbirko več tisoč evropskih slik iz 13. do 18. stoletja. Zlasti njena zbirka zgodnje italijanskih, staro nemških, staro nizozemskih in flamskih slik je ena najpomembnejših na svetu.
Več kot 800 teh slik je razstavljenih v Stari pinakoteki. Zaradi omejenega prostora v stavbi so nekatere povezane galerije po vsej Bavarski, kot so baročne galerije v palači Schleissheim in v Neuburški palači, na ogled tudi dela starih mojstrov. Od leta 2014 do leta 2017 so bila muzejska krila zaporedno zaprta zaradi obnove, umetniška dela v zaprtih odsekih pa niso bila na voljo za ogled. 
Nemške slike 14. – 17. stoletja
Stara pinakoteka ima najobsežnejšo zbirko nemških starih mojstrov na vsem svetu. Med mnogimi drugimi so dela Stefana Lochnerja (Poklon otroku Jezusu pri Devici (rojstvo)), Michaela Pacherja (oltarni nastavek Cerkev očetov), Martina Schongauerja (Sveta družina), Albrechta Dürerja (Štirje apostoli, Paumgartnerjev oltar, Avtoportret), Hans Baldung Grien (grof Christoph iz Badna), Albrecht Altdorfer (Bitka pri Isu), Cranach (Žalovanje pod križem), Holbein (Oltar svetega Boštjana; osrednji panel: Mučeništvo svetega Boštjana), Matthias Grünewald (Sveta Erasmus und Mauricij), Hans von Aachen (Triumf resnice), Adam Elsheimer (Beg v Egipt) in Johann Liss (Smrt Kleopatre).
Zgodnje nizozemske slike 15. – 16. stoletja
Ena izmed najbolj impresivnih kolekcij na svetu, predvsem zgodnjih nizozemskih slik z mojstrovinami kot so: Rogier van der Weyden (Oltar svetega Kolumbana), Dirk Bouts (Ecce Agnus Dei), Lucas van Leyden (Devica in otrok z Marijo Magdalen in donatorji), Hieronymus Bosch (fragment Poslednje sodbe), Hans Memling (Sedem radosti Device) in Jan Gossaert, alias. Mabuse (Danae).
Nizozemske slike 17.-18. stoletja
Zaradi strasti vladarjev Wittelsbachov je ta oddelek sestavljen iz številnih izvrstnih slik. Med mojstri so Rembrandt (Snemanje s križa, Sveta družina), Frans Hals (Portret Willema Croesa), Pieter Lastman (Odisej in Nausikaa), Carel Fabritius (Avtoportret), Gerard Terborch (Flea), Catcher (Deček s psom), Jacob van Ruisdael (Poplava s hrastovimi drevesi) in mnogi drugi.
Flamske slike 16. – 18. stoletja
Zbirka vsebuje mojstrovine slikarjev, kot so Jan Mabuse (Danae), Pieter Bruegel starejši (Harbour Scene s Kristusovim pridiganjem, Dežela Cockaigne), Jan Brueghel starejši (Pristanišče s Kristusom pridigarjem), Peter Paul Rubens (Rubens in prva žena Isabella Brant, Padec prekletih, Velika poslednja sodba), Anthonis van Dyck (Polaganje v grob, Avtoportret, Suzana in starca), Jacob Jordaens (Satir pri kmetih) in Adriaen Brouwer (Vaška Barbarova trgovina).
Kolekcija Rubensa z 72 slikami je največja stalna na vsem svetu.
Italijanske slike 13. – 18. stoletja
Italijanske gotske slike so najstarejše v galeriji, med njimi Giottova znamenita Zadnja večerja, nato pa so vse šole italijanske renesanse in baročnega slikarstva predstavljene z deli Fra Angelica (Polaganje v grob), Domenico Ghirlandaio (Marija z Jezusom in s sv. Dominikom, Mihaelom, Janezom Krstnikom in Janezom Evangelistom), Sandro Botticelli (Objokovanje mrtvega Kristusa), Filippo Lippi (Oznanjenje), Lorenzo Lotto (Mistična poroka svete Katarine), Rafael (Sveta družina v hiši Canigiani, Matija pod zaveso, Madonna Tempi), Leonardo da Vinci (Marija z nageljnom), Antonello da Messina (Oznanjenje), Tizian (Prevzetnost, Karel V.), Tintoretto (Kristus v hiši Marije in Marte), Paolo Veronese (Amor z dvema psoma), Guido Reni (Marijino vnebovzetje), Luca Giordano (Cinični filozof), Tiepolo (Poklon kraljev), Francesco Guardi (Regata na Canale della Guidecca), Canaletto (Piazetta v Benetkah) in drugi.
Francoske slike 16. – 18. stoletja
Kljub tesni povezanosti Wittelsbachov in Francije je to drugi najmanjši oddelek z deli, na primer: Claude Lorrain (Izgon Hagarja), Nicolas Poussin (Midas in Bacchus), François Boucher (Madame de Pompadour, Portret Marie-Louise O'Murphy) ), Nicolas Lancret (Kletka za ptice), Jean-Baptiste-Siméon Chardin (Ženska čisti repo), Maurice-Quentin de la Tour (Mademoiselle Ferrand meditira o Newtonu), Claude Joseph Vernet (Vzhodni pristan ob zori) in Jean-Honoré Fragonard (Dekle s psom).
Španske slike, 16. – 18. stoletje
Čeprav je to najmanjši oddelek, so zastopani vsi večji mojstri, kot so El Greco (Slačenje Kristusa), de la Cruz (Infantinja Izabela Klara Evgenija Španska), Velázquez (Mladi španski gospod), Jusepe de Ribera (Sveti Bartolomej), Francisco de Zurbarán (Zajetje svete Katarine Aleksandrijske na Sinajski gori, Sveti Frančišek v ekstazi) in Murillo (Beraška dečka jesta grozdje in melone). Slike Francisca Goye so preselili v Novo pinakoteko.

## Galerija
Izbrana dela:
- Giotto di Bondone, Kristus na križu med Marijo in Janezom, ok. 1300
- Albrecht Dürer, Avtoportret, 1500
- Jacopo de' Barbari, Tihožitje z jerebico in  zaščitno rokavico 1504
- Lorenzo Lotto, Mistična poroka svete Katarine, 1506–08
- Rafael, Madonna Tempi, 1508
- Tizian, Prevzetnost, ok. 1516
- Pieter Bruegel starejši, Dežela Indija Koromandija, 1567
- Albrecht Altdorfer, Bitka Aleksandra pri Isu, 1529
- Juan Pantoja de la Cruz, Infanta Izabela Klara Evgenija, 1599
- Peter Paul Rubens, Avtoportret z ženo Izabelo Brant, 1609
- Adam Elsheimer, Beg v Egipt, ok. 1609
- Anthony van Dyck, Avtoportret, c. 1621
- Rembrandt van Rijn, Žrtvovanje Izaka, 1636
- Gerard ter Borch, Lovilka bolh
- Bartolomé Esteban Murillo, Beraška dečka jesta grozdje in melone, ok. 1645-1655
- François Boucher, Portret Marie-Louise O'Murphy, 1737-1818)
- François Boucher, Madame de Pompadour, 1756
- Jean-Honoré Fragonard, Dekle s psičkom, 1770-1775